# Senegal en los Juegos Paralímpicos de Atenas 2004
Senegal estuvo representado en los Juegos Paralímpicos de Atenas 2004 por dos deportistas, un hombre y una mujer. El equipo paralímpico senegalés no obtuvo ninguna medalla en estos Juegos.